# Бурко Дмитро
Дмитро́ Бурко́ (нар.1886, с. Татари, тепер Залужани, Самбірський район, Львівська область — пом.1941?, Дрогобич, Дрогобицька область, УРСР) — український громадський, військовий та педагогічний діяч, професор; діяч Пласту; сотник Січових Стрільців Армії УНР у Києві. Приятель Пласту у Золочеві.

## Життєпис

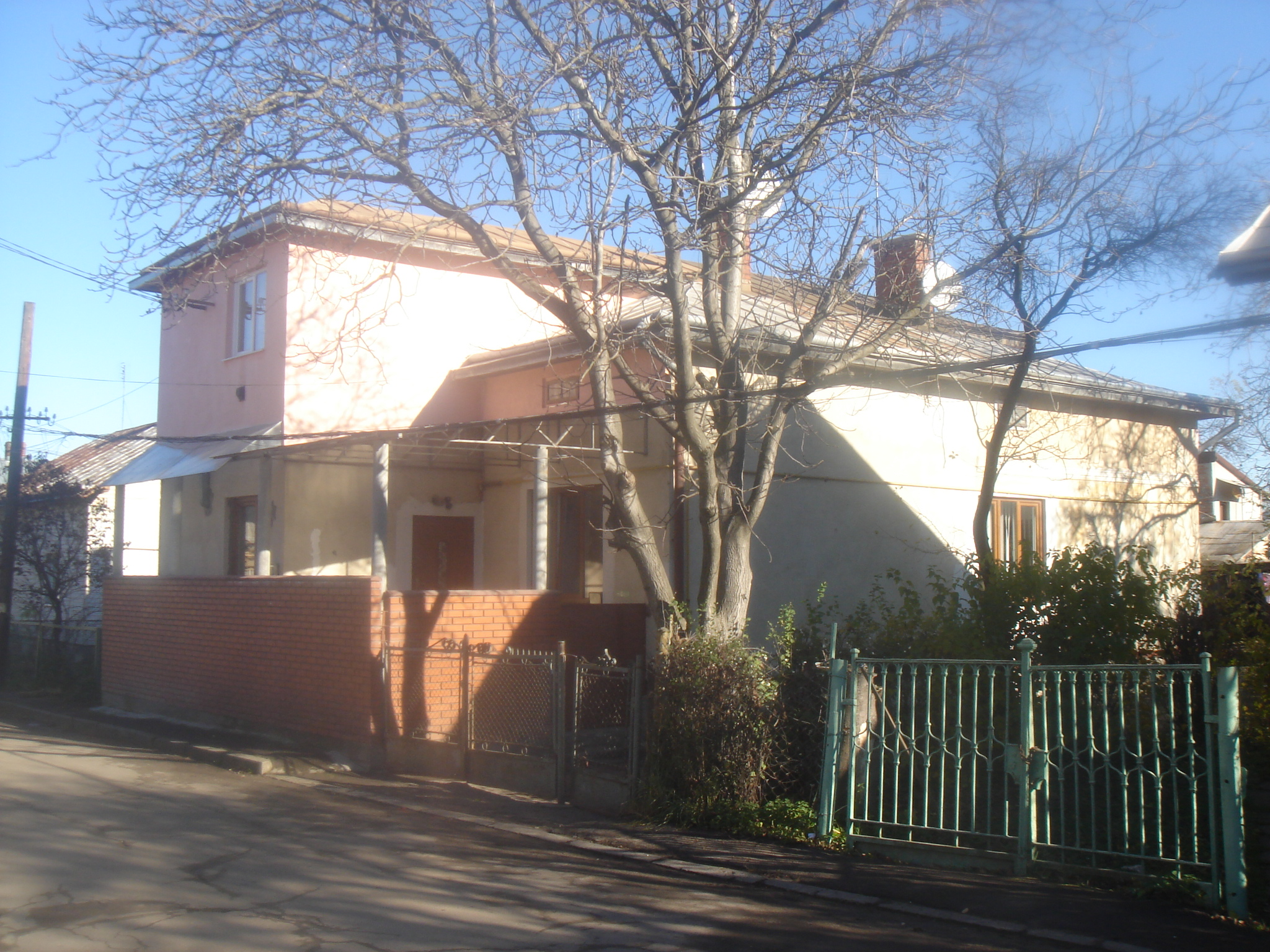
Будинок, в якому мешкав Дмитро Бурко. На будинку встановлено мармурову меморіальну дошку у 1992 році

Народився в селі Татари (тепер Залужани Самбірського району). Закінчив Самбірську гімназію у 1912 році, де був активним членом «Українського Студентського Союзу». 1912 року поступив на філософський факультет Львівського університету. У лютому 1913 році був у числі тих, хто підписав звернення за Український Університет. Закінчити Львівський університет Дмитрові Буркові не вдалося закінчити навчання, почалась Перша світова війна.
Мобілізований до Австро-Угорського війська, де був старшиною артилерії. Потрапив у російський полон, знаходився у «Челюканова один» в Дубовці біля Царицина. 13 січня 1918 року прибув до Києва і вступив у Галицько-Буковинський Курінь Січових Стрільців. Був сотником артилерії. Потім Дмитро Бурко був помічником команданта гарматної бригади Романа Дашкевича.
Після поразки Визвольних Змагань, опинився у Чехословаччині, де закінчив Празький університет. Повернувся до дому, Дмитро Бурко одружився із Геленою — дочкою священика о. Нестеровича, пароха села Татари (Залужани Самбірського району).
З 1921 року Дмитро Бурко гімназійний учитель у Галичині, викладав німецьку мову в гімназіях «Рідної школи» в Яворові, Золочеві, Дрогобицькій українській гімназії імені Івана Франка. Член куреня імені Ольги Кобилянської у Золочеві.
Дмитро Бурко був заарештований 22 червня 1941 року у місті Дрогобичі НКВДистами разом з Іваном Чмолою. Його ім'я знаходимо у списку страчених Дрогобицької тюрми.

## Пам'ять

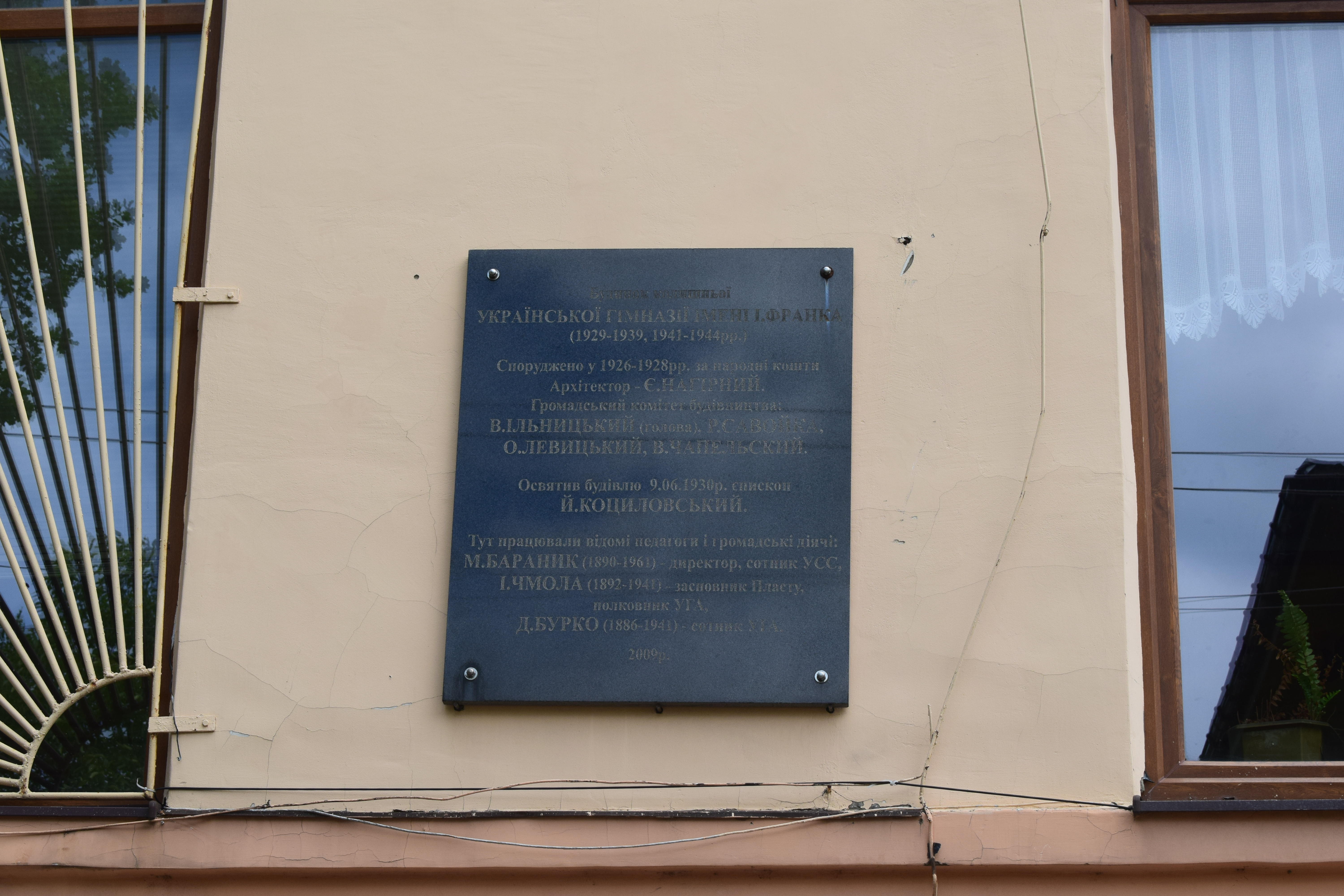
Меморіальна дошка на будівлі колишньї Дрогобицької гімназії ім. І. Франка

Іменем Дмитра Бурка названо вулицю у місті Дрогобичі.
У 1992 році на будинок, в якому мешкав Дмитро Бурко було встановлено мармурову меморіальну дошку.
4 вересня 2009 року на будинку колишньої української гімназії встановлено пам'ятну таблицю. Напис на ній говорить: «Будинок колишньої гімназії імені І.Франка (1929—1939, 1941—1944 рр.). Споруджено у 1926—1929 рр. за народні кошти. Архітектор — Є. Нагірний. Громадський комітет будівництва: В.Ільницький (голова), О.Левицький, Р.Савойка, В.Чапельський. Освятив будівлю 9.06.1930 р. єпископ Й.Коциловський. Тут працювали відомі педагоги і громадські діячі: М.Бараник (1890—1961) — директор, сотник УСС, І.Чмола (1892—1941) — засновник Пласту, полковник УГА, Д.Бурко (1886—1941) — сотник УГА. 2009 р.»